# Kraszewice (województwo wielkopolskie)
Kraszewice (niem. Kraszewice, 1943-45 Schöngrunden) – wieś w południowej części województwa wielkopolskiego, w powiecie ostrzeszowskim, w gminie Kraszewice.

## Położenie
Miejscowość położona w Kotlinie Grabowskiej, nad Łużycą, prawym dopływem Prosny, w odległości 7 kilometrów od Grabowa nad Prosną. Historycznie wieś znajduje się na ziemi wieluńskiej.

## Części wsi
| SIMC    | Nazwa      | Rodzaj    |
| ------- | ---------- | --------- |
| 0201595 | Jajaki     | część wsi |
| 0201543 | Piaski     | część wsi |
| 0201566 | Podkuźnica | część wsi |
| 0201572 | Podlas     | część wsi |
| 0201603 | Podrenta   | część wsi |
| 0201550 | Poduchowne | część wsi |

## Historia
Kraszewice, wzmiankowane od XIII wieku, były wsią królewską wchodzącą w skład starostwa grabowskiego. W czasach nowożytnych w miejscowości rozwijało się bartnictwo, wyrób piwa i spirytusu oraz pozyskiwanie drewna w okolicznych lasach, przerabianego w tartakach wodnych napędzanych okolicznymi strugami. Do początku XIX wieku we wsi istniała huta żelaza wytapianego z rudy darniowej, pozyskiwanej z okolicznych łąk. Od 1754, na mocy przywileju króla Augusta III, Kraszewice stały się samodzielnym wójtostwem z własnym folwarkiem, a także browarem, młynem i karczmą. W XVIII wieku dwukrotnie dochodziło do wybuchu buntów chłopów, co doprowadziło do oczynszowania chłopów w 1792 roku
W wyniku ustaleń kongresu wiedeńskiego wieś znalazła się w Królestwie Kongresowym, stając się miejscowością nadgraniczną. W 1918 weszła w skład odrodzonej II Rzeczypospolitej. Z tej okazji w 1920 mieszkańcy posadzili na placu przed kościołem Dąb Wolności. W okresie międzywojennym wieś znacznie się rozwinęła, a podczas II wojny światowej wchodziła w skład Kraju Warty. W trakcie wojny miejscowa ludność była wysiedlana i wywożona do Niemiec, a działalność szkoły została zawieszona.
Do 1953 miejscowość była siedzibą gminy Skrzynki w ówczesnym województwie łódzkim. W 1954 Kraszewice znalazły się w obszarze powiatu ostrzeszowskiego. W latach 1954–1972 wieś należała i była siedzibą władz gromady Kraszewice.
W związku z reformą administracyjną z 1973, przywracającą w Polsce gminy, nie utworzono gminy Kraszewice, a sama miejscowość znalazła się w obszarze gminy Grabów nad Prosną. Dopiero 1 stycznia 1984 wydzielono odrębną gminę z siedzibą w Kraszewicach.
W latach 1975–1998 miejscowość administracyjnie należała do województwa kaliskiego.

## Zabytki
Pierwszy kościół katolicki w Kraszewicach ufundowany został w 1641. Obecnie istniejący neogotycki kościół parafialny pod wezwaniem Świętych Apostołów Piotra i Pawła został wybudowany w latach 1882–1888. Barokowe wyposażenie wnętrza pochodzi z poprzedniej świątyni z 1787. Na placu przed kościołem znajduje się zasadzony w 1920 Dąb Wolności oraz pomnik upamiętniający Józefa Piłsudskiego. Na cmentarzu istnieje nagrobek uczestnika powstania styczniowego.
We wsi rośnie ponad 900-letni cis pospolity (pomnik przyrody). Ma ok. 260 cm obwodu w pierśnicy i 10 m wysokości. Jego pień uległ pęknięciu – z końcem lat 80. XX w. poddano go zabiegom konserwacyjnym i zabezpieczającym przed rozłamaniem.

## Oświata
W Kraszewicach funkcjonują Żłobek i Publiczne Przedszkole oraz Szkoła Podstawowa im. Mariana Falskiego. Do 2017 istniało też Gimnazjum im. Polskich Olimpijczyków. Od 1949 we wsi działa Gminna Biblioteka Publiczna.

## Ludzie związani z Kraszewicami
W Kraszewicach urodził się historyk i onomasta prof. Jerzy Nalepa, który jest autorem projektu herbu Kraszewic przyjętego uchwałą władz gminy 29 kwietnia 1994.
Z miejscowością związany jest też Sługa Boży ks. kpt. rez. Franciszek Strugała, proboszcz parafii w Kraszewicach w latach 1938–1942, zamordowany w obozie koncentracyjnym w Dachau. W Kraszewicach rok 2022 został dedykowany jego postaci, w 80. rocznicę śmierci.
W Kraszewicach mieszkała w okresie jego studiów rodzina Jerzego Różyckiego, słynnego kryptologa. Jego ojciec prowadził w tym czasie w Kraszewicach aptekę. Jerzy Różycki został 14 grudnia 2021 upamiętniony ławeczką.